# Lijst van afleveringen van CSI: Vegas
Dit is een lijst van afleveringen van de Amerikaanse televisieserie CSI: Vegas.

## Seizoen 1
| Nr. | Nr. | Titel aflevering          | Samenvatting |
| --- | --- | ------------------------- | --- |
| 001 | 1   | Legacy                    | Een aanval op Jim Brass zorgt ervoor dat Gil Grissom en Sara Sidle terugkomen van hun pensioen en een samenzwering ontdekken die het misdaadlaboratorium in Las Vegas in gevaar zou kunnen brengen en kan leiden tot de vrijlating van duizenden veroordeelde moordenaars. |
| 002 | 2   | Honeymoon in Vegas        | Terwijl Grissom en Sara een voormalige collega proberen te helpen die betrokken lijkt te zijn bij het knoeien met bewijsmateriaal, onderzoekt het CSI-team de moord op een stel op hun trouwdag en ontdekken ze een link naar de duistere kant van de Las Vegas-elite. |
| 003 | 3   | Under the Skin            | Terwijl Grissom en Sara hun onderzoek naar de aanklacht tegen David Hodges voortzetten, onderzoeken de CSI's de moord op een videogame-ontwikkelaar die vóór een gamingtoernooi in een fontein is aangetroffen. |
| 004 | 4   | Long Pig                  | Het CSI-team onderzoekt een zaak waarbij een lichaam wordt opgegraven in de luau-put van een hotel met een Hawaiiaans thema. Ook begint Binnenlandse Zaken vragen te stellen bij de terugkeer van Grissom en Sara naar het misdaadlaboratorium. |
| 005 | 5   | Let the Chips Fall        | Een vrachtvliegtuig landt veilig, maar iedereen aan boord is dood. Ondertussen komen Grissom en Sara dichter bij de persoon die ervan verdacht wordt Hodges in de val te lokken, maar ontdekken dat hij is vermoord en dus niet het brein. |
| 006 | 6   | Funhouse                  | Het CSI-lab gaat op slot als blijkt dat er materiaal uit het laboratorium is gebruikt bij de moord op de verdachte van Grissom en Sara. Ondertussen onderzoeken de CSI's een reeks moorden in een vervallen hotel met een clownthema. |
| 007 | 7   | In the Blood              | Voor een hotel wordt een verloren paard gevonden met menselijk bloed en een laars erop. De zoektocht van de politie leidt hen naar een tussenhuis voor mensen die veroordeeld zijn voor moord. Ondertussen identificeren Grissom en Sara Wix positief als het brein achter de zaak van Hodges, terwijl zijn zus opschept dat Wix nooit zal worden opgepakt voor zijn misdaad. |
| 008 | 8   | Pipe Cleaner              | De CSI's onderzoeken menselijke resten die zijn gevonden in de badkuip van de eigenaar van een congrescentrum. Ondertussen maken Grissom en Sara van de gelegenheid gebruik om dichter bij de kroongetuige tegen Wix te komen. |
| 009 | 9   | Waiting in the Wings      | De CSI's duiken in de excentrieke wereld van sideshows wanneer een paar artiesten verbrand in een put worden aangetroffen. Ondertussen denkt Hodges na over een schikking terwijl zijn proces begint, terwijl Max, Grissom en Sara op zoek gaan naar bewijs om hem vrij te pleiten.                                                                                           |
| 010 | 10  | Signed, Sealed, Delivered | Wanneer Hodges vermist raakt moeten CSI’s op zoek naar bewijsmateriaal dat hem kan lokaliseren, zijn naam kan zuiveren en de reputatie van het misdaadlabotatorium kan redden. |

## Seizoen 2
| Nr. | Nr. | Titel aflevering       | Samenvatting |
| --- | --- | ---------------------- | --- |
| 011 | 1   | She's Gone             | Catherine Willows haalt Maxine Roby over om haar bij het CSI-team te laten komen. Ondertussen onderzoeken de CSI's de moord op een dominatrix die in de buurt van haar geheime sekskerker dood is aangetroffen. |
| 012 | 2   | The Painted Man        | Terwijl Halloween neerdaalt in Las Vegas, onderzoeken de CSI's een populair spookhuis wanneer een mannequin een echt lijk blijkt te zijn. Catherine roept de hulp in van Folsom om haar vermiste vriend te lokaliseren. |
| 013 | 3   | Story of a Gun         | Een groep tieners stuit op een dode vrouw achter het stuur van een verlaten auto in een spookstad in Nevada. |
| 014 | 4   | Koala                  | Wanneer drie gemaskerde aanvallers een huis binnenvallen en een heel gezin vermoorden, wordt het team ter plaatse geroepen om het te onderzoeken; Catherine leidt het team door de emotionele zaak, waardoor haar verlangen om opnieuw contact te maken met haar vervreemde dochter wordt versterkt. |
| 015 | 5   | In Harm's Way          | CSI wordt opgeroepen om onderzoek te doen naar een banket ter ere van de verkoop van een door de universiteit ontwikkelde medische technologie aan een defensie-aannemer, nadat een aantal gasten plotseling ziek wordt en drie mensen omkomen. Ondertussen schakelt Catherine de kamergenoot van Grace in om aanwijzingen te vinden na de verdwijning van Grace.                                                                |
| 016 | 6   | There's the Rub        | CSI wordt naar Dario, het vlaggenschip van een high-end casino, geroepen om de moord op hun beroemde chef-kok Dario te onderzoeken. |
| 017 | 7   | Burned                 | Het CSI-team is verbaasd over een mysterieuze bigfoot-achtige voetafdruk nabij een plaats delict terwijl ze bepalen wie (of wat) een vader en zoon heeft vermoord. |
| 018 | 8   | Grace Note             | Catherine raakt nog meer gefrustreerd als een hoofdverdachte van de verdwijning van Grace dood wordt aangetroffen. Het CSI-team gebruikt al hun vaardigheden om de moordenaar te vinden, en of zijn dood hen naar Grace zal leiden. |
| 019 | 9   | In the White Room      | De CSI's onderzoeken de moorden op twee bezoekers van het Regency Romantic Festival en ontdekken een schokkend verband tussen hun moorden en eerdere zaken. |
| 020 | 10  | Eyeballs               | Chris Park leidt het team wanneer een populaire gast wordt vermoord na een social media influencer-feest. |
| 021 | 11  | Trinket                | Terwijl de rest van het team op zoek gaat naar een vermiste moeder van een jonge jongen nadat hij zich heeft verstopt in een garage, krijgt Max een bekend, cryptisch briefje toegestuurd, geschreven in zilveren inkt. |
| 022 | 12  | When the Dust Settles  | Het team onderzoekt een stoffige plaats delict van vier jaar geleden, nadat de enige overlevende van een aanslag op een schoonheidssalon uit een coma ontwaakt. |
| 023 | 13  | Boned                  | Nadat skeletresten van twee mensen naast een kreek zijn gevonden, ontdekt Allie dat een van hen dateert uit het Neolithicum. Ondertussen leidt een ogenschijnlijk open en gesloten geval van zelfverdediging tot verwarring als Max een andere link vindt naar de Silver Ink-moorden. |
| 024 | 14  | Third Time's the Charm | Wanneer een man in een steegje sterft met schijnbaar drie tegenstrijdige doodsoorzaken, moet Folsom achterhalen welke verdachte verantwoordelijk is voor de moord. Ondertussen volgen Max en Allie een spoor naar hun hoofdverdachte die verband houdt met de Silver Ink-moorden. |
| 025 | 15  | Ashes, Ashes           | Nadat de hoofdverdachte van de Silver Ink-moorden dood wordt aangetroffen, staan de levens van het CSI-team op het spel terwijl ze dieper ingaan op het ware motief achter de moorden. |
| 026 | 16  | We All Fall Down       | Molly Tate, een eerdere overlevende van de Silver Ink-moorden, wordt gedood en haar lichaam wordt in een boobytrap geplaatst met een mysterieus gif, waardoor Sonya in het ziekenhuis wordt opgenomen tijdens het autopsieproces. Ondertussen probeert het team een tegengif te vinden en de vreemde zilveren inktsymbolen te ontcijferen.                                                                                       |
| 027 | 17  | The Promise            | Max confronteert een rouwende en boze moeder wanneer de stoffelijke resten van hun jonge dochter worden gevonden, gedumpt in een trommel bij Lake Mead. Ondertussen keert Greg Sanders terug naar het misdaadlaboratorium om zijn hulp aan te bieden aan het team. |
| 028 | 18  | Fractured              | Het team onderzoekt een pop-up gemaskerd balfeest in de woestijn waar de bouw van een aankomend casino wordt gevierd, nadat een explosie drie mensen het leven kost. Ondertussen komt Folsom in een lastige situatie terecht als er een lijk wordt gevonden in het appartement van zijn vriend. |
| 029 | 19  | Dead Memories          | Het oordeel van Allie wordt op de proef gesteld wanneer Gene Farrow, een voormalig verdachte van de moord op The Painted Man, onder het bloed en met een hakmes het misdaadlaboratorium binnenloopt. Ondertussen bezoekt Max een therapeut om haar te helpen omgaan met haar woedeproblemen na haar mishandeling. Folsom heeft moeite om contact te maken met zijn vervreemde moeder na de arrestatie van zijn jeugdvriend Trey. |
| 030 | 20  | Shell Game             | Terwijl het team de dood onderzoekt van een lokale nieuwsmeteoroloog die is aangetroffen in een notenverwerkingsfabriek, overweegt Max wie zij moet promoveren tot Dayshift Supervisor. Ook heeft Folsom moeite om zijn relatie met Chavez in evenwicht te brengen terwijl hij de drugsproblemen van zijn moeder onderzoekt. |
| 031 | 21  | Dying Words            | Folsom raakt in een emotionele razernij wanneer zijn moeder vermoord wordt aangetroffen in een pakhuis. Nadat hij en Trey herenigd waren, gaan ze beiden op jacht naar de moordenaar. De aflevering eindigt wanneer de hoofdverdachte vervolgens dood wordt aangetroffen in een afvalcontainer, Josh zich overgeeft en wordt gearresteerd.                                                                                       |

## Seizoen 3
| Nr. | Nr. | Titel aflevering    | Samenvatting |
| --- | --- | ------------------- | --- |
| 032 | 1   | The Reaper          | Folsoms toekomst staat op het spel als de rest van het team zijn onschuld in twijfel trekt na zijn overgave, terwijl ze tegelijkertijd onder druk staan van een beruchte misdaadfamilie die verantwoordelijk is voor de moord op Jeanette. |
| 033 | 2   | Scar Tissue         | Catherine's recente betrokkenheid bij de familie Tarquenio roept een herinnering van vijf jaar eerder op die misschien wel de enige aanwijzing kan zijn om hen ten val te brengen. Folsom wordt vrijgesproken van alle aanklachten, maar Nora Cross keert terug naar CSI om zijn twijfelachtige daden te onderzoeken.                                                                 |
| 034 | 3   | Rat Packed          | Het team onderzoekt de wereld van beroemde nabootsers wanneer twee dode lichamen die lijken op Frank Sinatra en Joey Bishop, rottend binnen een muur worden aangetroffen. Max moet beslissen over de toekomst van Josh bij CSI. |
| 035 | 4   | Health and Wellness | Nadat een ongebruikelijk uitgesneden lichaam wordt ontdekt in de kelder van een verlaten ziekenhuis, komt Allie vast te zitten op de plaats delict wanneer een explosie haar scheidt van de rest van het team. Wanneer er binnenin meer lichamen worden ontdekt, wordt CSI geconfronteerd met de mogelijkheid dat er een seriële kannibaal door Las Vegas zwerft.                     |
| 036 | 5   | It Was Automation   | CSI wordt opgeroepen om de dood te onderzoeken van een man die is gedood in een geautomatiseerde onderzoeksfaciliteit voor kinematica, maar wanneer een van de tientallen gehumaniseerde androïden ter plaatse bedekt is met het bloed van het slachtoffer, vraagt het team zich af of de AI van de robot in staat is tot moord, of doelbewust opnieuw geprogrammeerd om dit te doen. |
| 037 | 6   | Atomic City         | Het team onderzoekt een radioactieve plaats delict waar een vader en zoon zijn omgekomen |
| 038 | 7   | Coinkydink          | Een fitnessgoeroe wordt dood aangetroffen in de sauna van een sportschool en zijn aanstaande schoonzoon wordt dood gevonden na een schijnbaar jachtongeluk. CSI onderzoekt of de sterfgevallen met elkaar te maken hebben. |